# Ernst Schneider (Pädagoge)
Ernst Schneider (* 17. Oktober 1878 in Bubendorf, Kanton Basel-Landschaft; † 16. Februar 1957 in Muttenz) war ein Schweizer Volksschullehrer, Reformpädagoge, Psychoanalytiker und Freiwirtschaftler.

## Leben
Ernst Schneider wuchs in Bubendorf auf. Er besuchte das evangelische Lehrerseminar Muristalden (Bern) und war von 1897 bis 1899 Primarlehrer an der Gesamtschule Innerberg  in Wohlen bei Bern. Es folgte ein Studium der Philosophie, Psychologie und Pädagogik in Bern und Jena, sowie eine psychoanalytische Ausbildung bei Oskar Pfister und Carl Gustav Jung in Zürich. 1899 trat er der Studentenverbindung Zähringia Bern bei, 1955 dem Tübinger Wingolf.
Von 1905 bis 1916 war er Direktor des Lehrerseminars und Vorsteher des Oberseminars Bern-Hofwil. Bei seiner erzwungenen Demission durch die Berner Regierung 1916 spielten seine psychoanalytischen Überzeugungen eine wesentliche Rolle, was Sigmund Freud veranlasste, in seiner 15. Vorlesung zur Einführung in die Psychoanalyse zu bemerken, dass „in der freien Schweiz kürzlich ein Seminardirektor wegen Beschäftigung mit der Psychoanalyse seiner Stellung enthoben worden“ sei.
1915/16 half er bei der Gründung des freiwirtschaftlichen Schweizer Freiland-Freigeld-Bundes und war dessen Geschäftsführer bis 1920. Er war Gründer und Redaktor der Zeitschrift „Die Freistatt“ (später Freiwirtschaftliche Zeitung).
Von 1916 bis 1919 war er Dozent am „Institut Jean-Jacques Rousseau“ in Genf, einer ausseruniversitären Schule der Erziehungswissenschaften. 1918 gründete er zusammen mit Fritz Schwarz unter dem Namen « Pestalozzi-Fellenberg-Haus» in Bern ein Lehrerbildungszentrum für fortschrittliche Pädagogik und Schulreform. Von 1920 bis 1928 war er Professor für Psychologie und Pädagogik an der Universität Riga. Als ihm 1928 verboten wurde, in deutscher Sprache zu lehren, gab er seine Professur auf und ging nach Stuttgart, wo er eine psychoanalytische Praxis eröffnete.
Von 1926 an gab er zusammen mit Heinrich Meng die „Zeitschrift für Psychoanalytische Pädagogik“ heraus, zu deren Redaktionsstab später auch Anna Freud gehörte. Nach dem 11. Jahrgang setzte der Einmarsch der Nazis in Österreich ihrem Erscheinen ein Ende. 1929 gründete er das „Institut für psychoanalytische Pädagogik“. Von 1928 bis 1946 lehrte er am Institut für psychologische Forschung und Psychotherapie in Stuttgart, wo er eine psychoanalytische Praxis eröffnete. Von 1946 bis 1957 wirkte er als Psychoanalytiker und Therapeut in Basel.

## Werk
Ernst Schneider war ein Lehrer und Pädagoge, der sich mit den neuen Strömungen der fortschrittlichen Pädagogik, der Freiwirtschaftslehre und den damals neuen Erkenntnissen der Psychoanalyse auseinandersetzte. Dies wurde nicht überall gerne gesehen. Insbesondere seine Beschäftigung mit der Psychoanalyse war für die Berner Regierung ein Grund, 1916 seine Demission als Direktor des Lehrerseminars zu erzwingen. 1928 wurde ihm in Riga verboten, in deutscher Sprache zu lehren.

„Am «Schlafe der Welt» zu rütteln, das ist immer etwas Gewagtes. Die Betroffenen verzeihen dies nicht. Die Nachwelt wird die Überprüfung vornehmen. Ich fühlte mich in meiner Stellung verpflichtet, mich mit dem zu beschäftigen, was auf meinem Gebiete hervorgebracht wurde, um auf das hinweisen zu können, was für die Zukunft bedeutungsvoll erschien. Für mich hiess das, freisinnig zu sein. (Ernst Schneider)“

### Primärliteratur
- Unterm Holderbusch. Den Kindern des zweiten Schuljahres dargeboten. Mit Bildern von Emil Cardinaux. Bern 1913.
- O, mir hei ne schöne Ring! Ein Lesebüchlein für die Kinder des ersten Schuljahres mit Bildern von Emil Cardinaux. Bern 1922
- Auf blumigen Matten. Bern 1924. Mit Illustrationen von Emil Cardinaux.
- Aus meinen Lehr- und Wanderjahren. Bern 1956.

### Sekundärliteratur
- Beiträge zur Geschichte des Bernischen Staatsseminars. Der Fall Schneider. Herausgegeben von der Vereinigung Ehemaliger Schüler des Staatsseminars Bern-Hofwil.
- Kaspar Weber: Es geht ein mächtiges Sehnen durch unsere Zeit. Reformbestrebungen der Jahrhundertwende und Rezeption der Psychoanalyse am Beispiel der Biografie von Ernst Schneider 1878–1957. Bern 1999.